# Keiichi Akimoto
Pour les articles homonymes, voir Akimoto.
Keiichi Akimoto (秋元 啓一, Akimoto Keiichi) (1930-1979) est un photographe japonais.